# Shannon Kenny
Shannon Kenny (* 26. Mai 1971 in Australien) ist eine australische Schauspielerin.

## Leben und Karriere
Kenny war bereits in diversen Serien wie zum Beispiel Eine himmlische Familie, The Guardian – Retter mit Herz oder Seinfeld zu sehen.
Seit dem 3. Januar 2001 ist Kenny mit dem Schauspielkollegen Nestor Carbonell verheiratet. Die beiden trafen sich 2000 bei den Dreharbeiten zu Attention Shoppers. Sie haben zwei gemeinsame Söhne.

## Filmografie (Auswahl)
- 1986–1987: Sons and Daughters (Fernsehserie, 222 Episoden)
- 1993: Taking Liberty
- 1994: Rockford: L.A. – Ich liebe dich (The Rockford Files: I Still Love L.A., Fernsehfilm)
- 1995: Flirt mit einem Serienmörder (Bodily Harm)
- 1995: Muscle (Fernsehserie, 13 Episoden)
- 1995: Timemaster – Aus der Zukunft zurück (Timemaster)
- 1995: The Invaders – Invasion aus dem All (The Invaders, Fernsehfilm)
- 1996: Savannah (Fernsehserie, 10 Episoden)
- 1996: Follow the Bitch
- 1999: Showdown auf dem Weg zur Hölle (Purgatory, Fernsehfilm)
- 1999: No Escape – Der Kampf mit der Bestie (Millennium Man, Fernsehfilm)
- 2000–2002: Invisible Man – Der Unsichtbare (The Invisible Man, Fernsehserie 45 Episoden)
- 2000: Attention Shoppers
- 2001: Max Steel (Fernsehserie, 4 Episoden, Stimme)
- 2002–2005: Eine himmlische Familie (7th Heaven, Fernsehserie, 15 Episoden)